# Midi-Pyrénées
Midi-Pyrénées (occitanska: Miègjorn-Pirenèus; gasconska: Mieidia-Pirenèus) är en tidigare fransk region, belägen vid gränsen mot Spanien och Andorra, som sedan 2016 är en del av regionen Occitanien. Det var den största regionen i Egentliga Frankrike; ytan var större än Nederländerna eller Danmark. Dess historiska grundval är hertigdömet Toulouse, men regionen i sig är ung. Huvudort för regionen var Toulouse.

## Geografi
Midi-Pyrénées utgörs huvudsakligen av den historiska provinsen Gascogne, delar av Languedoc, Rouergue, Quercy, det forna hertigdömet Foix, och Quatre-Vallées. Den vetter i söder mot Centralpyrenéerna, som givit regionen dess namn; namnet betyder ungefär "landet i söder, vid Pyrenéerna". Regionen gränsar i söder mot Spanien, i öster mot regionen Languedoc-Roussillon, i nordöst mot Auvergne, i norr mot Limousin, och i väster mot Aquitaine. Den ligger mitt på landsträckan mellan Atlanten och Medelhavet, utan att ha kust mot någon.
Toulouse är regionens centrum i flera hänseenden. Bortsett från dess administrativa huvudroll, bor en stor del av regionens befolkning där, medan bergsområdena avfolkas. Andra viktigare städer är Albi, Tarbes, Cahors, Montauban, Muret och Tournefeuille. Regionen består av departementen Ariège, Aveyron, Gers, Haute-Garonne, Hautes-Pyrénées, Lot, Tarn och Tarn-et-Garonne.
I norr genomflytes regionen av Garonne, Tarn och Aveyron, men genom hela regionen rinner flera bifloder till Garonne. Genom Toulouse löper Canal du Midi och Canal latéral al la Garonne. Större delen av landskapet utgörs av berg och branta dalar (i bergen så kallade cirques), men vid norra regionen finns en del slättland. Pyrenéerna stupar brant vid denna region, nederbörden i dessa trakter är stor, och det finns flera stora vattenfall och glaciärer. De trånga bergsdalarna gör det svårt att bo där; stora delar av bergstrakterna är täckta av barr- och lövskog och det finns vilda djur som björn, varg, vildsvin, gamar, och örnar.
Traditionellt finns två occitanska dialekter i området, men språket är knappt levande, bortsett från att det givit den franska som talas i regionen, särskilt i dess södra områden, en särspräglad dialekt.

## Historia
Regionen Midi-Pyrénées är mycket ung, och kan knappt sägas ha en gemensam historia. De pyrenéeiska landskapen ingick i den romerska provinsen Novempopulana, senare benämnd Vasconia, varmed de traditionellt räknas till Gascogne och delar dess historia.
Under medeltiden ingick större delen, på ett eller annat sätt, i hertigdömet Toulouse, antingen direkt eller som vasallstater; Toulouse räknas emellertid historiskt som huvudstad åt Languedoc. Frankrike erövrade regionen på 1200-talet. Vid tiden för franska revolutionen härskade Toulouse över både de områden som numera ingår i Languedoc, och regionen Midi-Pyrénées.

## Ekonomi
Vid Pyrenéerna är boskapsskötel och turism de viktigaste näringarna. Toulouse är regionens ekonomiska och kulturella centrum, med universitet, industrier och handel. Vallfärdsstaden Lourdes, som ligger i sydväst, är en av de religiösa platser som drar turister.